# SOSUS
SOSUS, acrónimo de Sound Surveillance System (del inglés Sistema de Vigilancia Sónica), consiste en una cadena de puestos de escucha submarinos que se reparten en una línea que va desde Groenlandia hasta el Reino Unido pasando por Islandia, en lo que se conoce como el paso GIUK (Greenland-Iceland-United Kingdom). Originalmente era operado por la Armada de Estados Unidos para detectar submarinos soviéticos que pasaran a través del paso GIUK si deseaban atacar blancos más al oeste, como por ejemplo la costa oriental estadounidense. Existen estaciones SOSUS en otros puntos del Atlántico y del Océano Pacífico. Más tarde se incorporó al sistema el SURTASS (Surveillance Towed Array Sensor System) o "Sistema embarcado de vigilancia de sensores en matriz arrastrados". Finalmente ambos terminaron formando parte del IUSS (Sistema Integrado de vigilancia submarina), integrándose en la red mundial de sensores de este tipo.

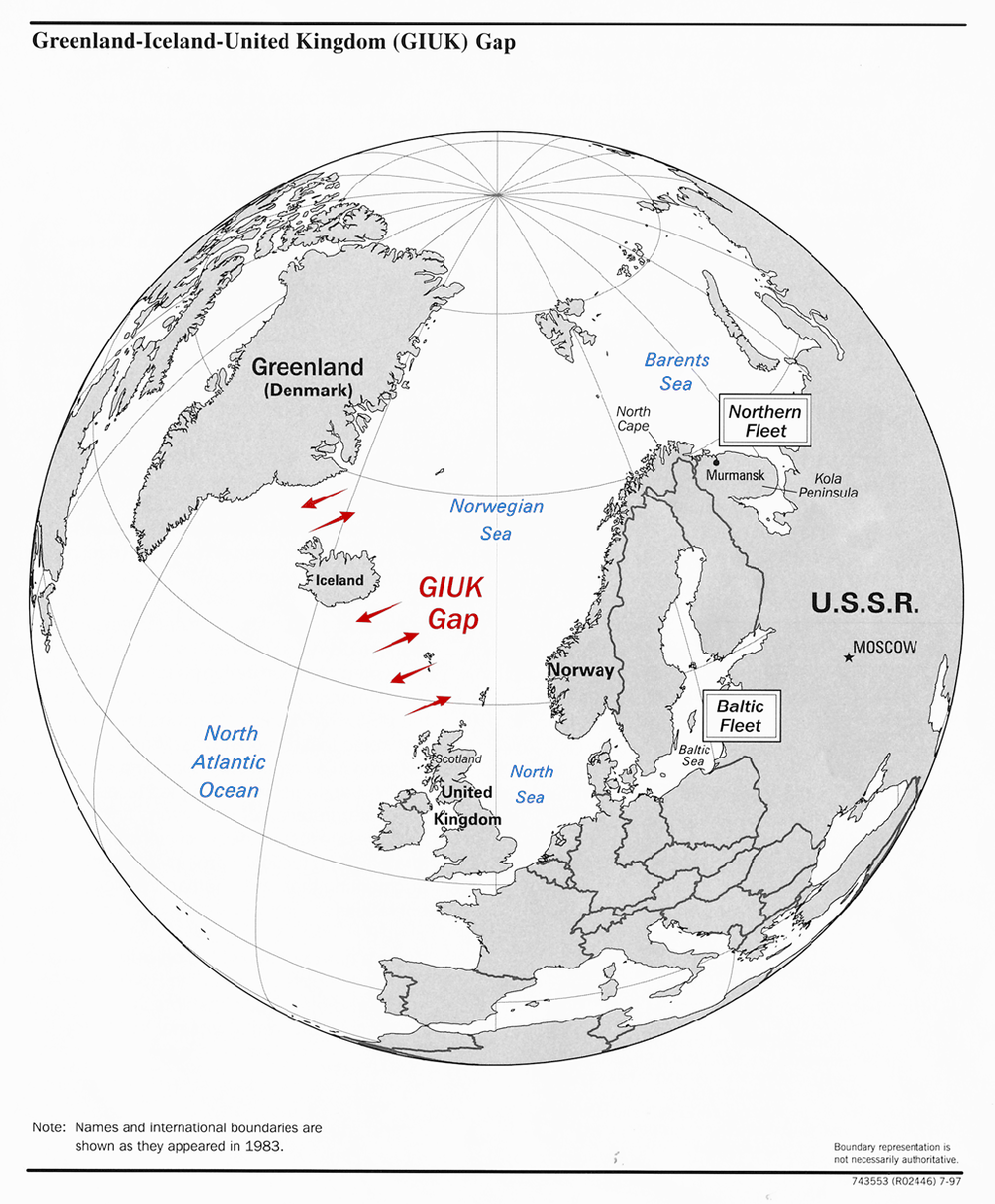
El paso GIUK.

## Historia
El desarrollo de SOSUS comenzó en 1949 cuando la Armada de los Estados Unidos formó el Comité de Guerra Submarina para la investigación en la guerra antisubmarina. Las investigaciones emprendidas llegaron a costar 10 millones de dólares anuales para desarrollar en primer lugar una gran flota de submarinos diésel. En un principio decidieron crear un sistema de monitorización de sonidos de baja frecuencia en el canal SOFAR usando multitud de equipos con hidrófonos. Estos equipos procesaban el sonido generado por un submarino enemigo y eran capaz de identificar su ubicación mediante triangulación a cientos de kilómetros de distancia.

### Fase de desarrollo
En 1950 en el Instituto de Tecnología de Massachusetts (MIT) el comité apoyó al denominado Proyecto Hartwell, cuyo nombre proviene del restaurante Hartwell Farms en Lexington, Massachusetts, lugar donde se planearon algunos de los primeros desarrollos. En noviembre de ese año, la empresa Western Electric fue seleccionada para construir un prototipo del sistema, y el primer conjunto compuesto de seis hidrófonos fue instalado en la isla de Eleuthera en las Bahamas. Mientras, el Proyecto Jezebel en los Bell Labs y el Proyecto Michael en la Columbia University se concentraban en estudiar la acústica de señales de largo alcance en el océano.

### Historia operativa de SOSUS

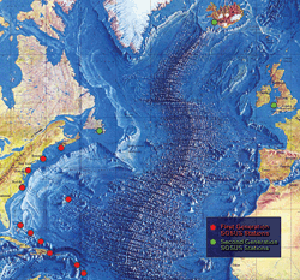
Primer sensor SOSUS.

En 1961, SOSUS fue transportado por el USS George Washington desde Estados Unidos hasta el Reino Unido. Al año siguiente, SOSUS detectó el primer submarino soviético diésel. Un año más tarde el sistema de test SOSUS detectó un submarino clase Foxtrot cerca de las Bahamas durante la Crisis de los misiles en Cuba.